# Дом департамента уделов
Дом департамента уделов (дом Пашкова) — памятник архитектуры. Расположен в Санкт-Петербурге, современный адрес дома — Литейный проспект, 39.
Вот парадный подъезд. По торжественным дням,

Одержимый холопским недугом,

Целый город с каким-то испугом

Подъезжает к заветным дверям;

Записав свое имя и званье,

Разъезжаются гости домой,

Так глубоко довольны собой,

Что подумаешь — в том их призванье!

А в обычные дни этот пышный подъезд

Осаждают убогие лица:

Прожектеры, искатели мест,

И преклонный старик, и вдовица.

От него и к нему то и знай по утрам

Всё курьеры с бумагами скачут.

Возвращаясь, иной напевает «трам-трам»,

А иные просители плачут.

Раз я видел, сюда мужики подошли,

Деревенские русские люди,

Помолились на церковь и стали вдали,

Свесив русые головы к груди;

Показался швейцар. «Допусти», — говорят

С выраженьем надежды и муки.

…

Кто-то крикнул швейцару: «Гони!

Наш не любит оборванной черни!»

И захлопнулась дверь. Постояв,

Развязали кошли пилигримы,

Но швейцар не пустил, скудной лепты не взяв,

И пошли они, солнцем палимы,

Повторяя: «Суди его бог!»,

Разводя безнадежно руками,

И, покуда я видеть их мог,

С непокрытыми шли головами…

А владелец роскошных палат

Еще сном был глубоким объят…

## История
Построен Г. А. Боссе в 1841—1844 годах. Принадлежал штабс-ротмистру Ивану Васильевичу Пашкову. В 1848 году дом купил граф А. Ф. Орлов, который не жил в здании, сдав его в аренду Благородному танцевальному собранию. В 1857 году Орлов продал дом Департаменту уделов, тогда же дом был частично перестроен, архитектор Резанов Александр Иванович. В доме в этот период жил министр земельных и лесных угодий (член Государственного совета М. А. Муравьёв). В 1892—1917 годах здание занимало Главное управление уделов Министерства императорского двора, с 1947 года в доме находился Нефтяной научно-исследовательский геолого-разведочный институт.
Дом двухэтажный, с цокольным этажом. Фасады оформлены в стиле ренессанса. В центре главного фасада — четырёхгранные столбы-пьедесталы для кариатид, которые держат балкон. Стены первого этажа рустованы, завершаются карнизом на кронштейнах. Дом построен в ту же высоту, что и соседние дома 41, 43 и 45, составляя единый ансамбль не за счёт стилистической общности, но за счёт единого масштаба застройки.
Планировка дома сохранилась благодаря публикации поэтажных планов здания в журнале «Зодчий» за 1882 год. В центре располагался вестибюль, по бокам от него находились две сдававшиеся внаём квартиры. На втором этаже располагались парадные залы и комнаты владельцев. В интерьерах архитектор использовал греко-ренессансные мотивы, английский ренессанс, рококо, византийский и мавританский стили. В начале XX века в вестибюле у лестницы из белого мрамора были установлены две гипсовые статуи зубров в натуральную величину — скульпторы Г. Р. Зелеман (мычащий зубр) и Р. Р. Бах (шагающий зубр); они олицетворяют мощь и величие России.
Кариатиды реставрировались в 1926 году. В Столовой сохранился большой резной буфет-горка, в Бильярдной — первоначальная «помпейская» роспись фриза и потолка. В 1979 году по оставшимся фрагментам были воссозданы стенные панно Бильярдной, убранство стен в Ванной и Туалетной.
На 2023 год в здании расположены Росприроднадзор, Санкт-Петербургское городское отделение Всероссийского общества охраны памятников истории и культуры.
Во время реализации программы реставрации с 2007 года была проведена реставрация интерьеров парадной анфилады второго этажа и отремонтирована крыша. В 2021 году был отреставрирован главный фасад дома. В марте 2024 года началась реставрация лестницы здания и примыкающих к ней помещений.

## Домовая церковь
В здании над комнатами председателя департамента существовала домовая церковь св. Спиридона Тримифунтского, в которой, среди прочих, крестили В. Набокова. Она была освящена 8 ноября 1857 года, выходила окнами на Литейный проспект, была украшена колоннами коринфского ордера и лепными шашками, освещалась двумя парижскими люстрами по 150 свечей. Белый деревянный иконостас был сделан по рисунку Резанова, среди икон были работы М. Н. Васильева (Николая Чудотворца, царицы Александры, св. Алексия, Димитрия мироточивого, апостола Петра и Льва, епископа Катанского; в 1859 году он же написал двенадцать икон св. апостолов и четыре иконы святителей Вселенских, а также образы Пахомия великого, преп. Исаии, Димитрия царевича, Ахилла, епископа Ларисийского и преп. Евфросина). Утварь (золочёные дарохранительница, дароносица и ковшичек, серебряные блюдо для креста, кропило, кадило, и накладная, ладоница и мерница) поступила в июне от расформированного стрелкового полка. В сентябре неким Заболонником было написано четыре образа для хоругвей, сами бархатные вышитые золотом хоругви куплены у Сытова, служащим Яворским пожертвованы образа св. Николая Чудотворца и Божией Матери, а также образок св. Дмитрия Мироточивого, с мощами Макария, Нифонта новгородского и Григория Чудотворца. В декабре бывший директор землемерного училища Булгаков, зять А. Е. Егорова, пожертвовал его образ Вознесения Господня. Солнцев написал иконы св. архистратига Михаила и великомученицы Варвары. Были и другие пожертвования. В 1874 году в церкви было организовано паровое отопление.
В 1980х на месте церкви располагалась библиотека ВНИГРИ.

## Галерея

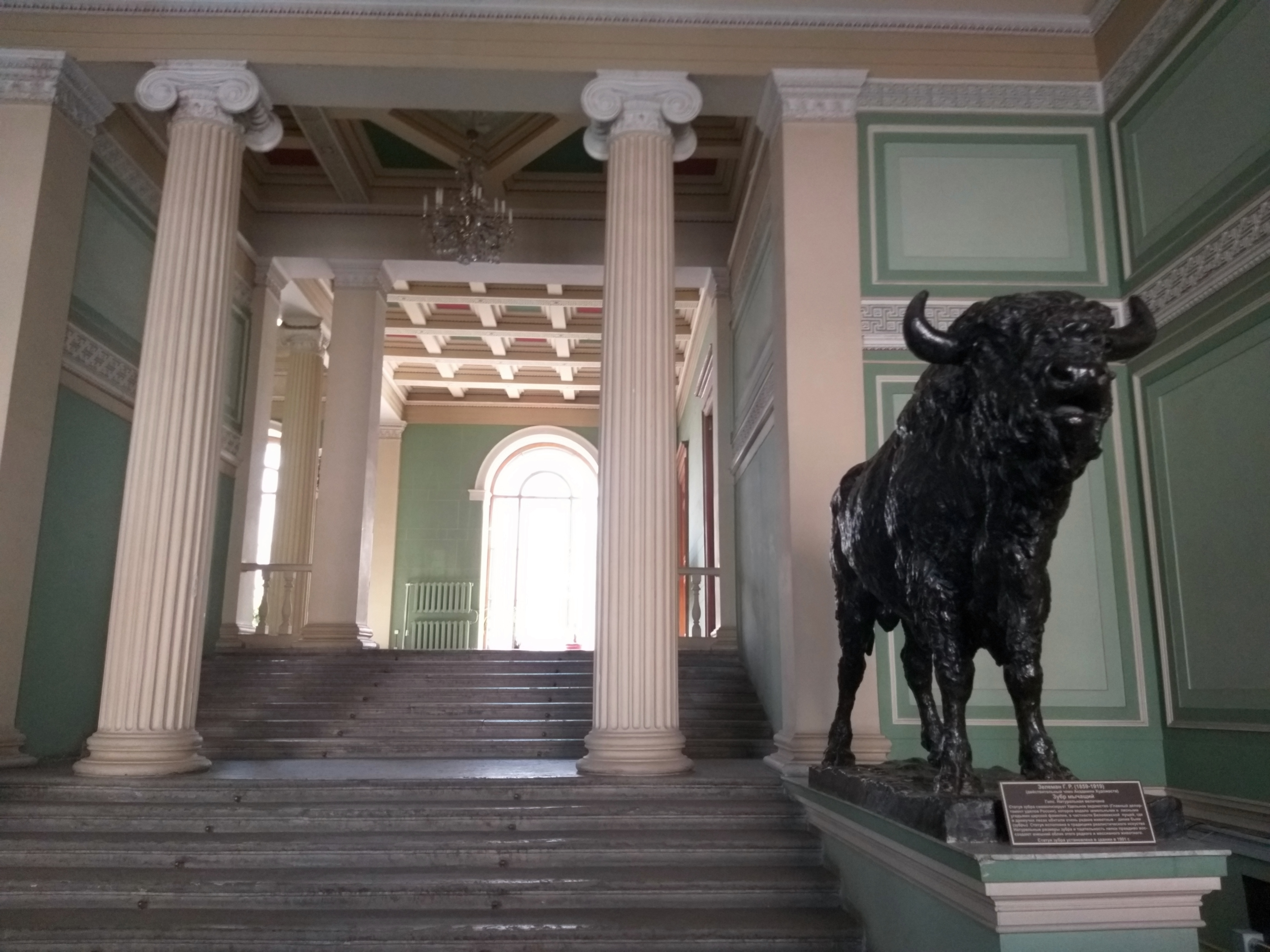
Зубр мычащий
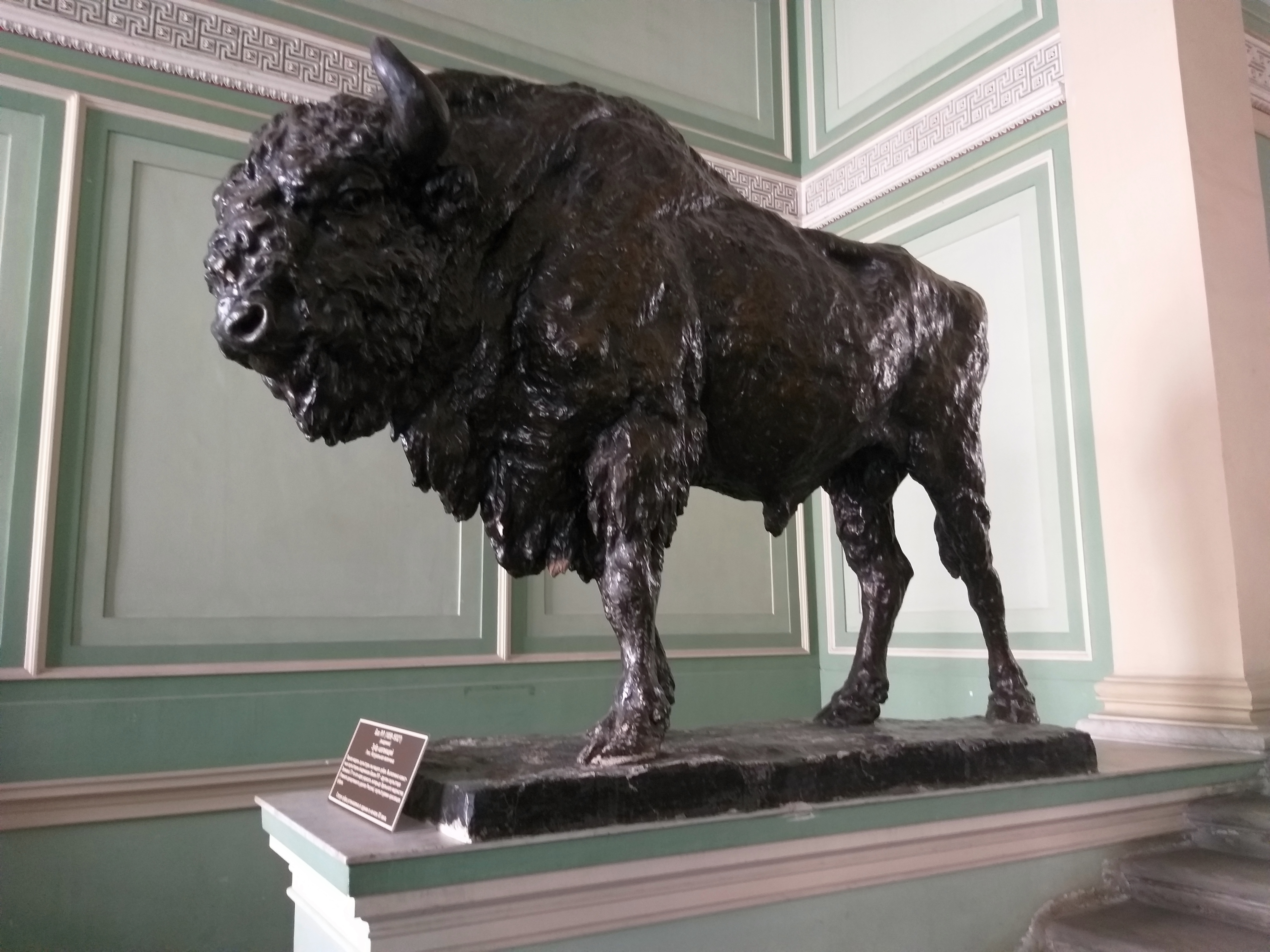
Зубр шагающий
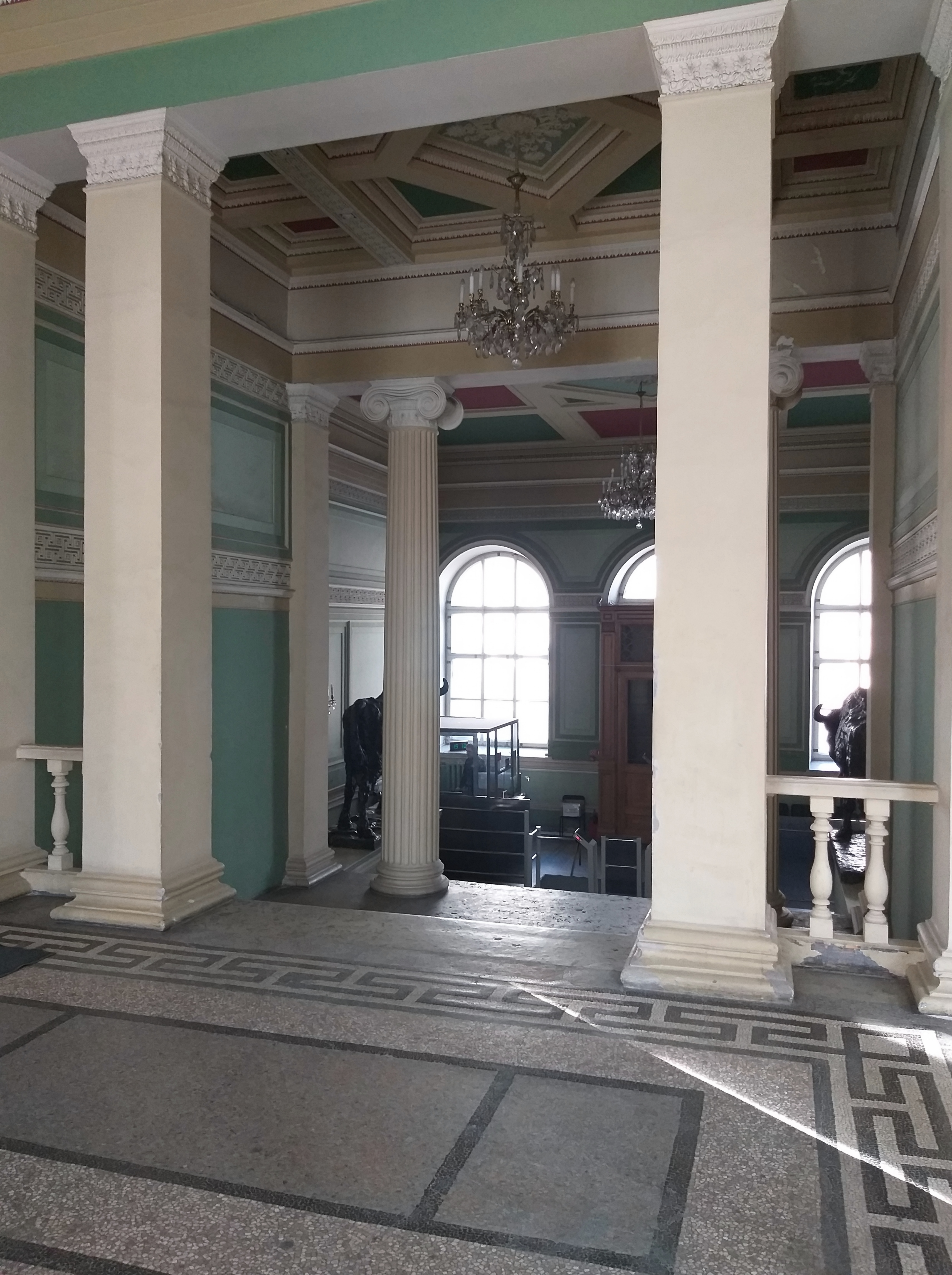
Вестибюль, беломраморная лестница
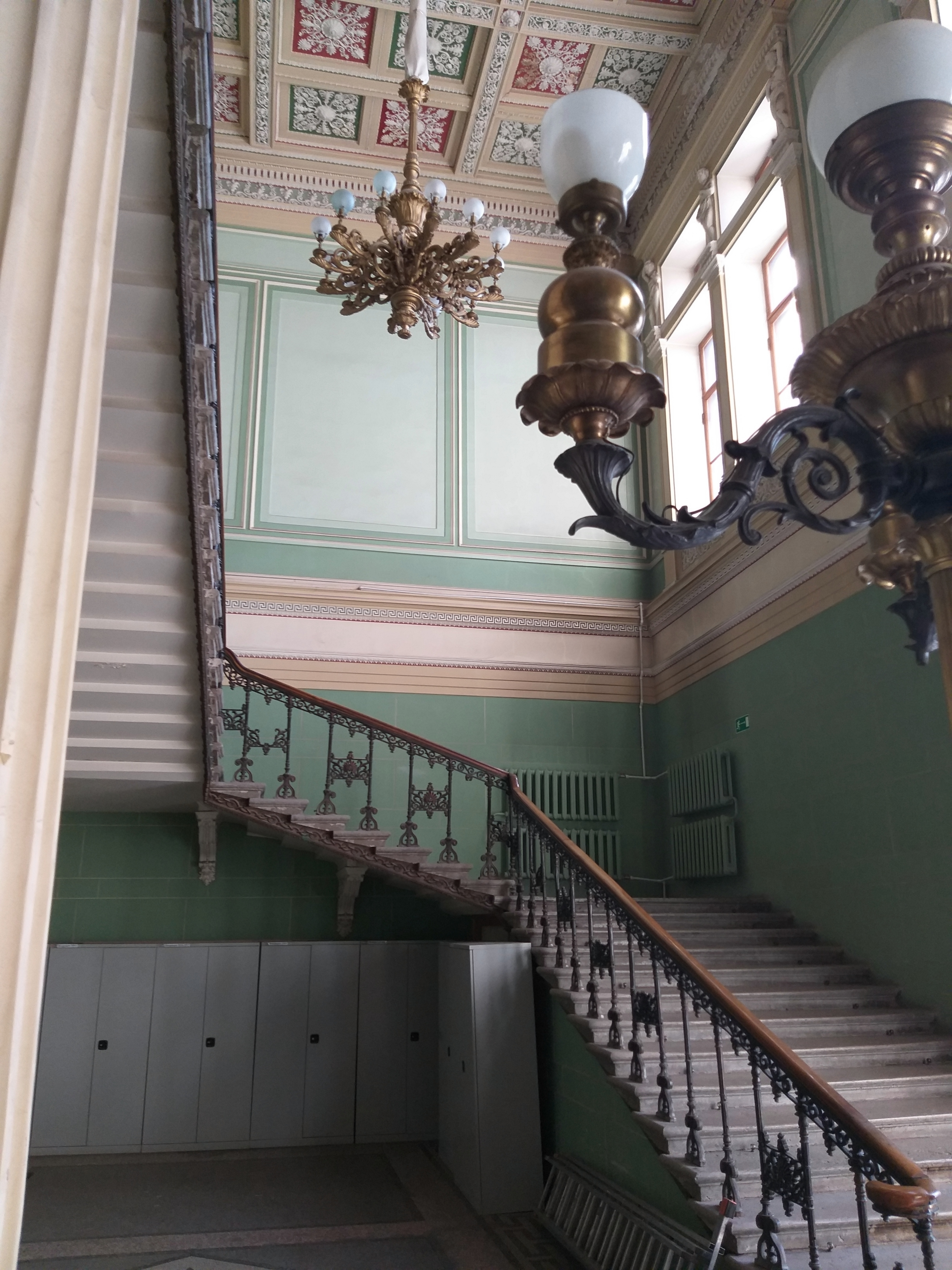
Парадная лестница
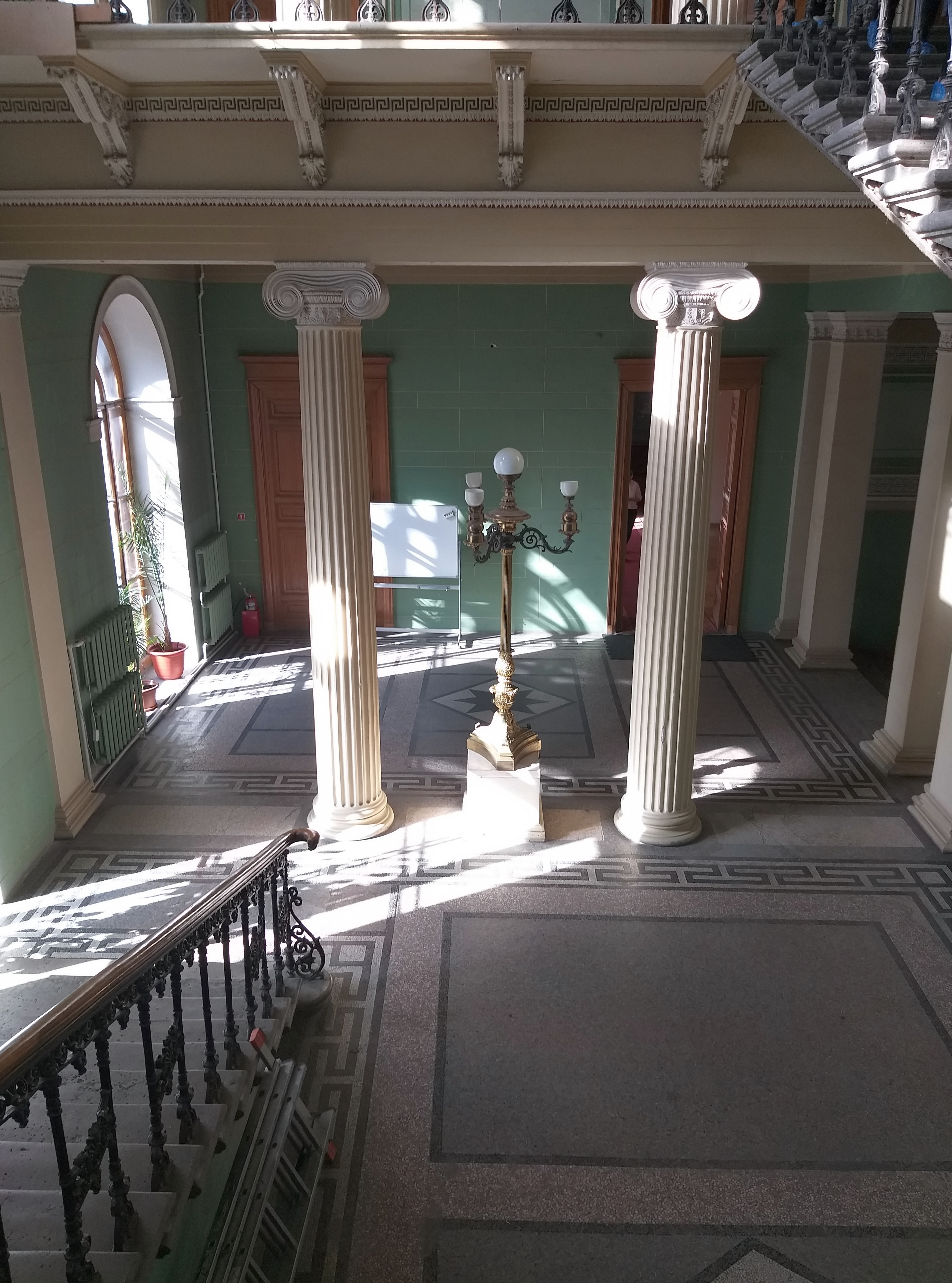
Парадная лестница
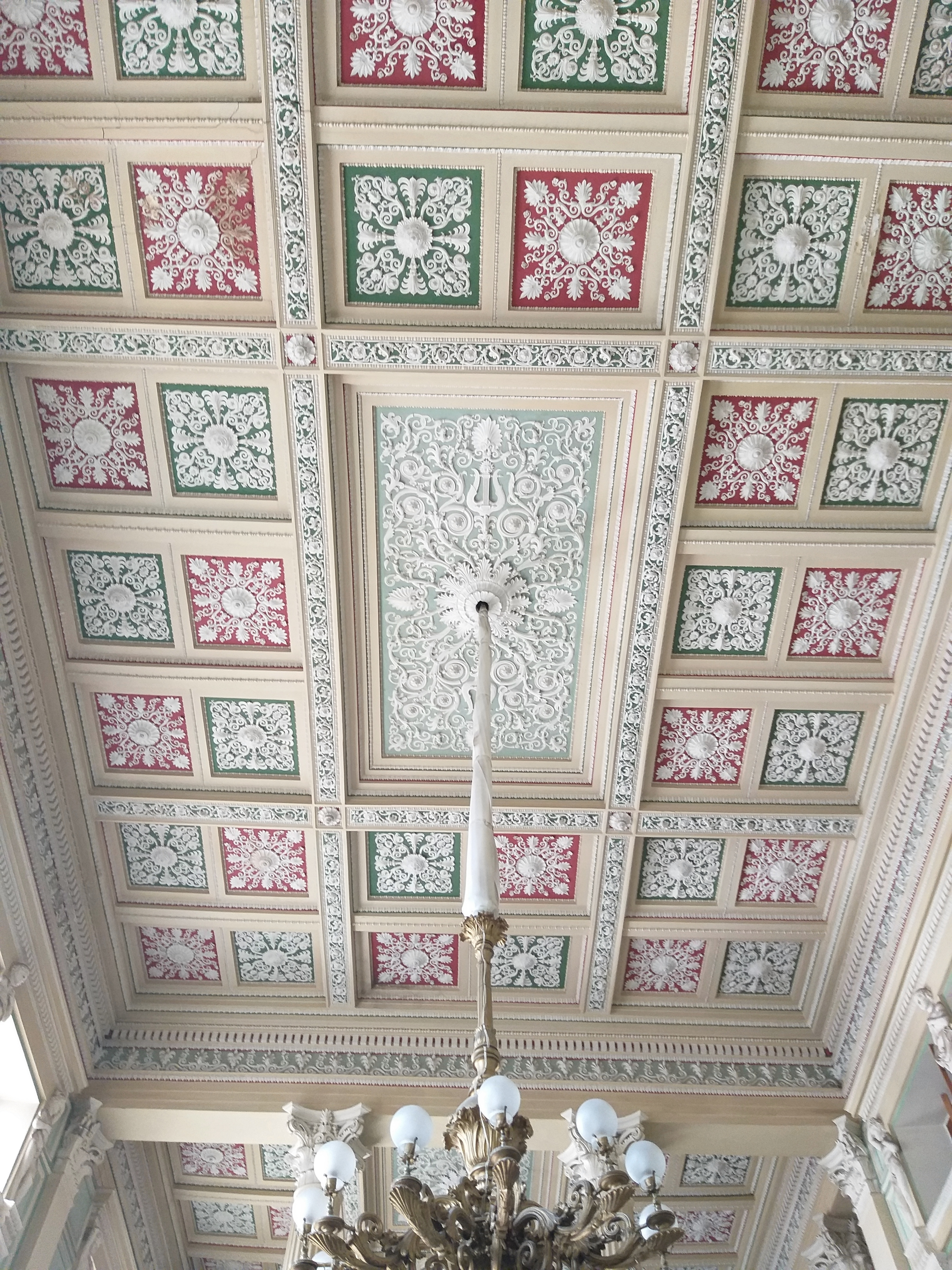
Потолок парадной лестницы
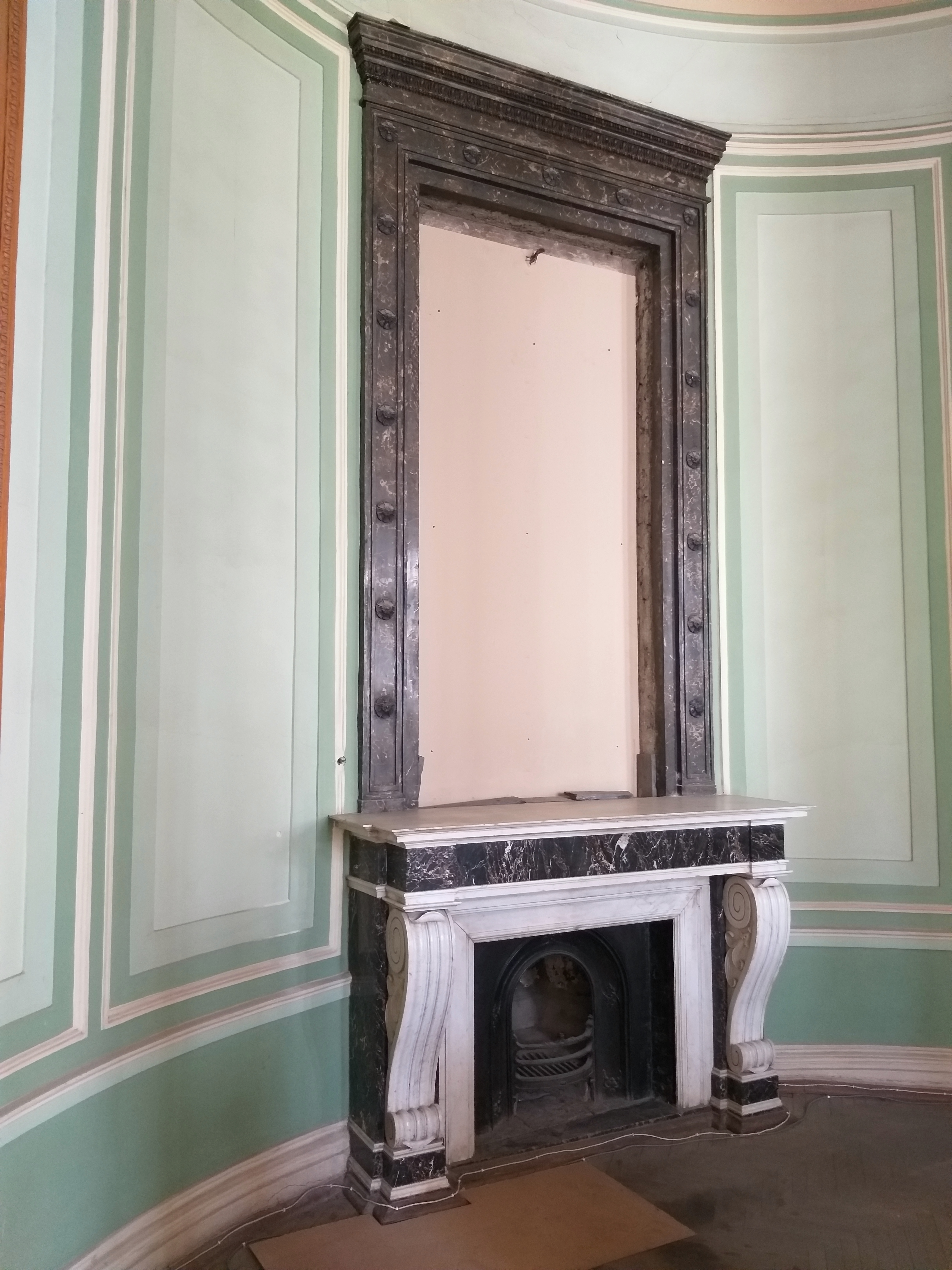
Сохранившийся камин
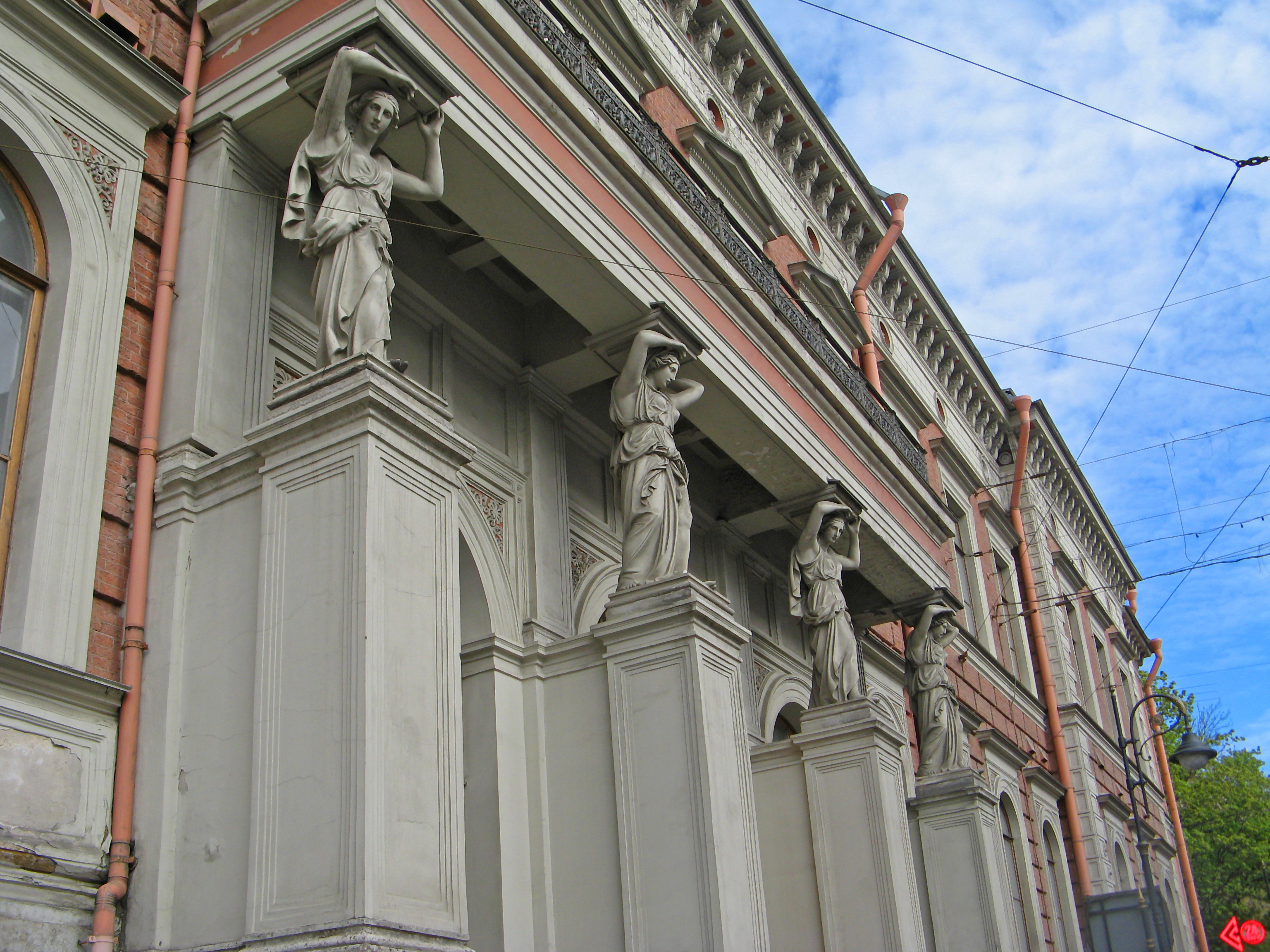
Кариатиды
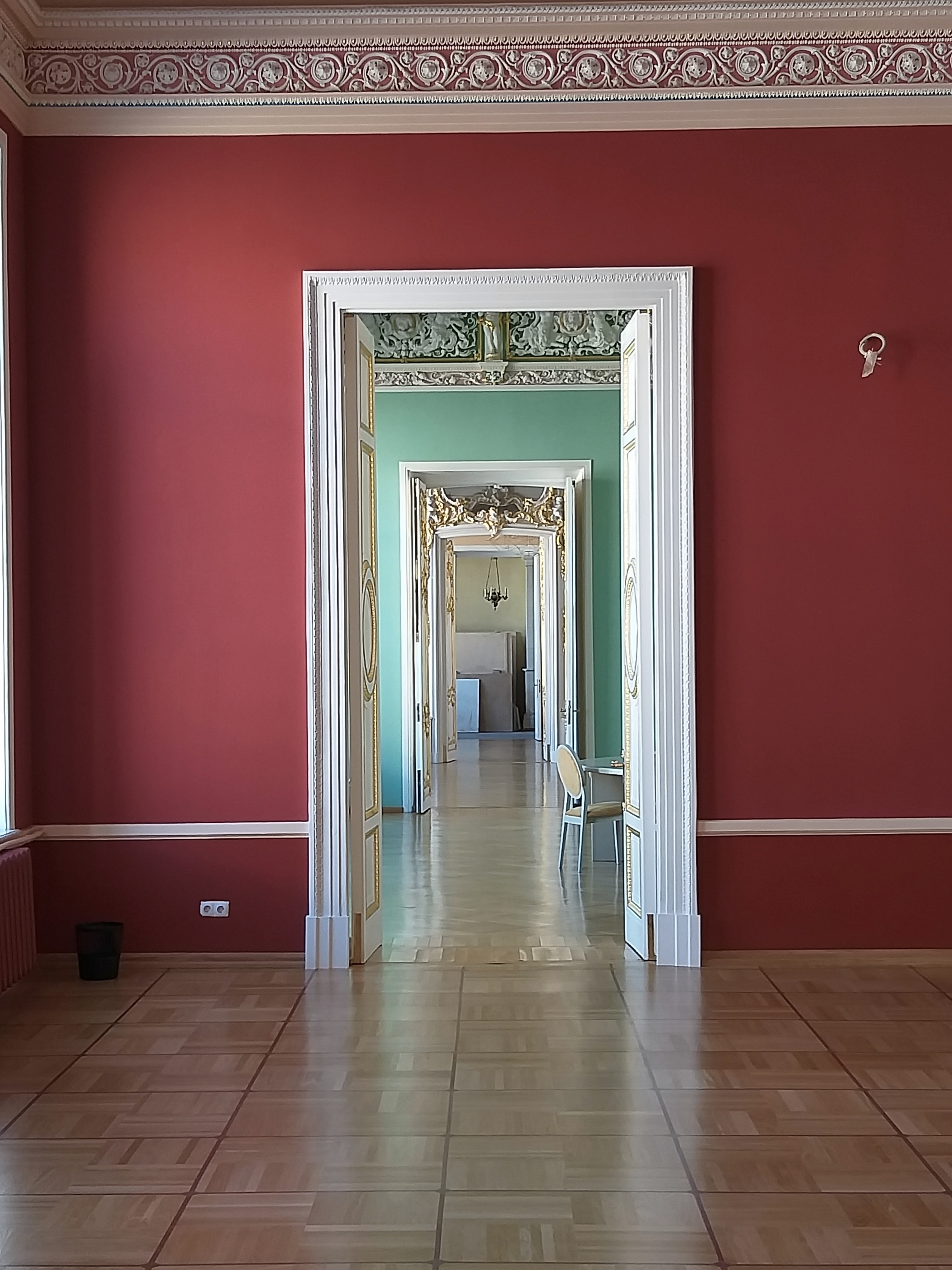
Парадная анфилада второго этажа
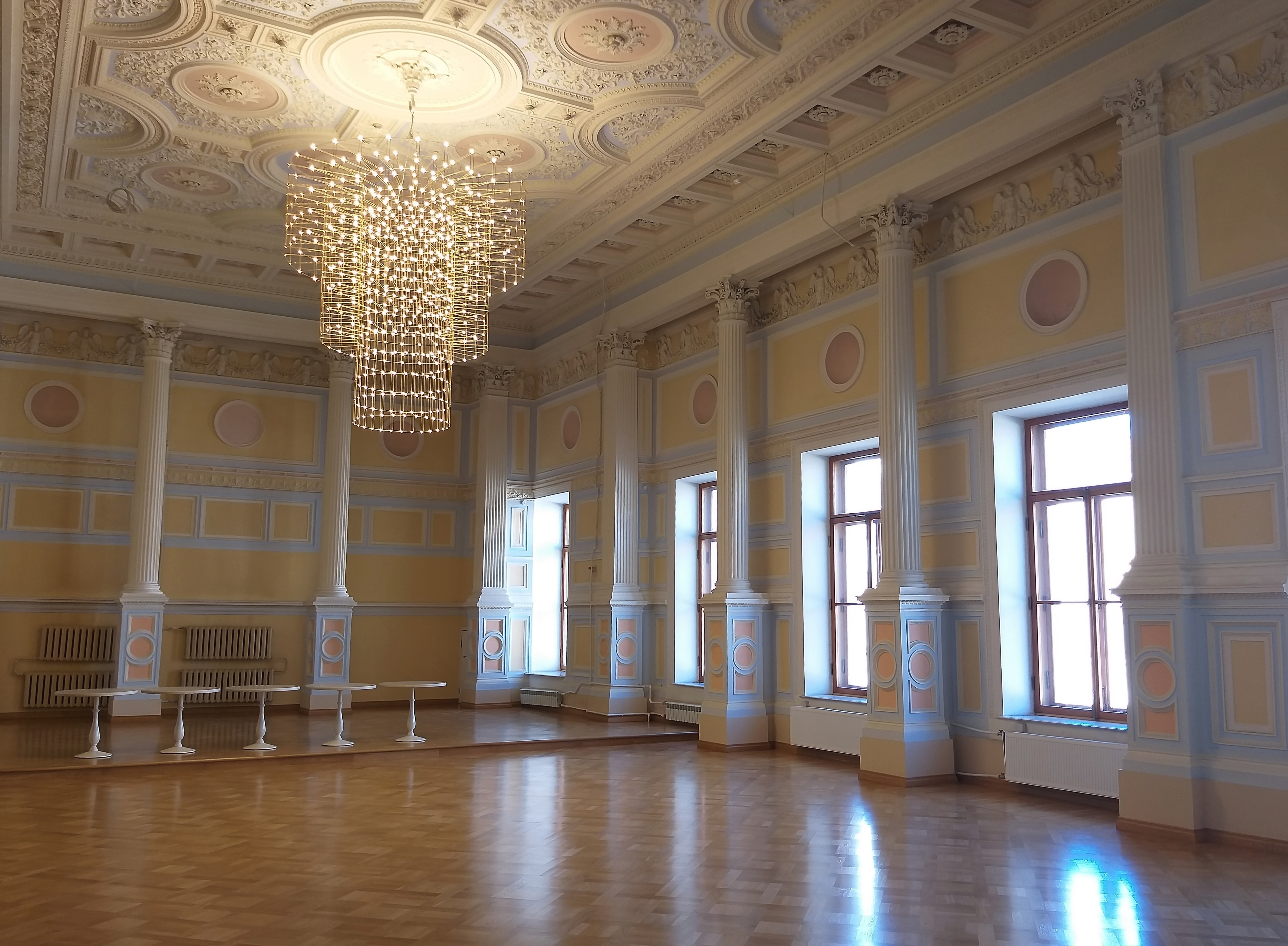
Парадная анфилада второго этажа
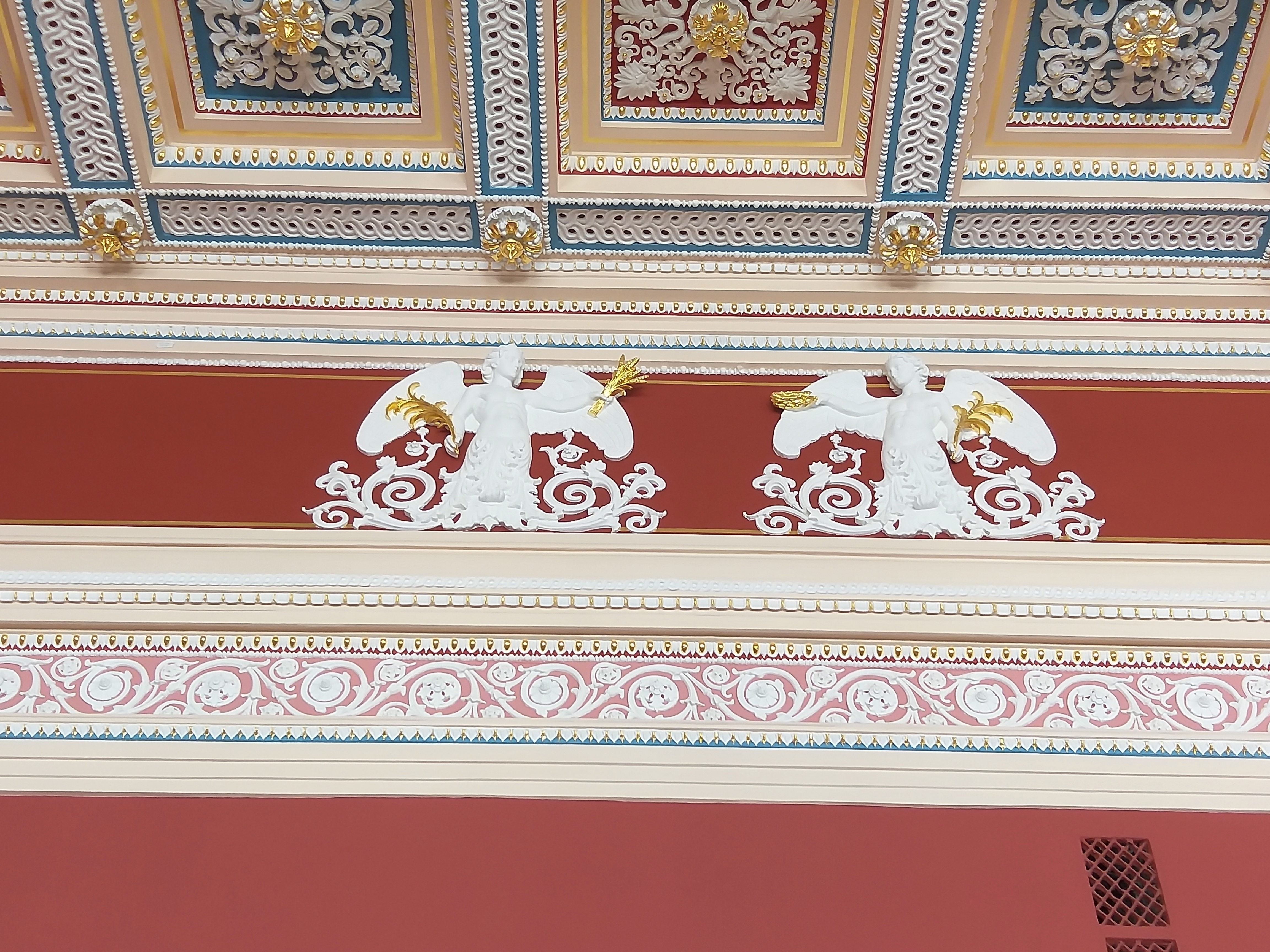
Парадная анфилада второго этажа, детали
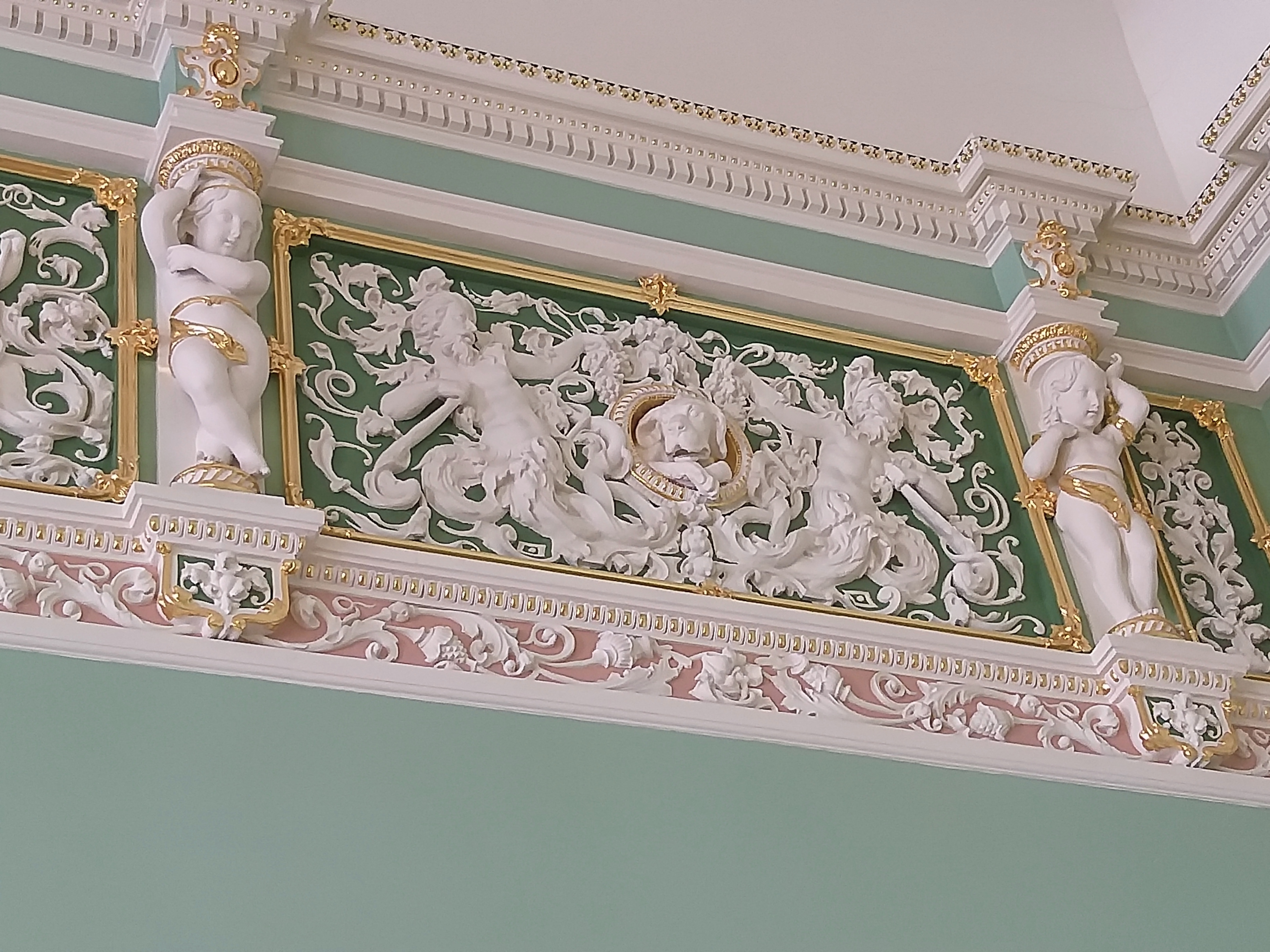
Парадная анфилада второго этажа, детали
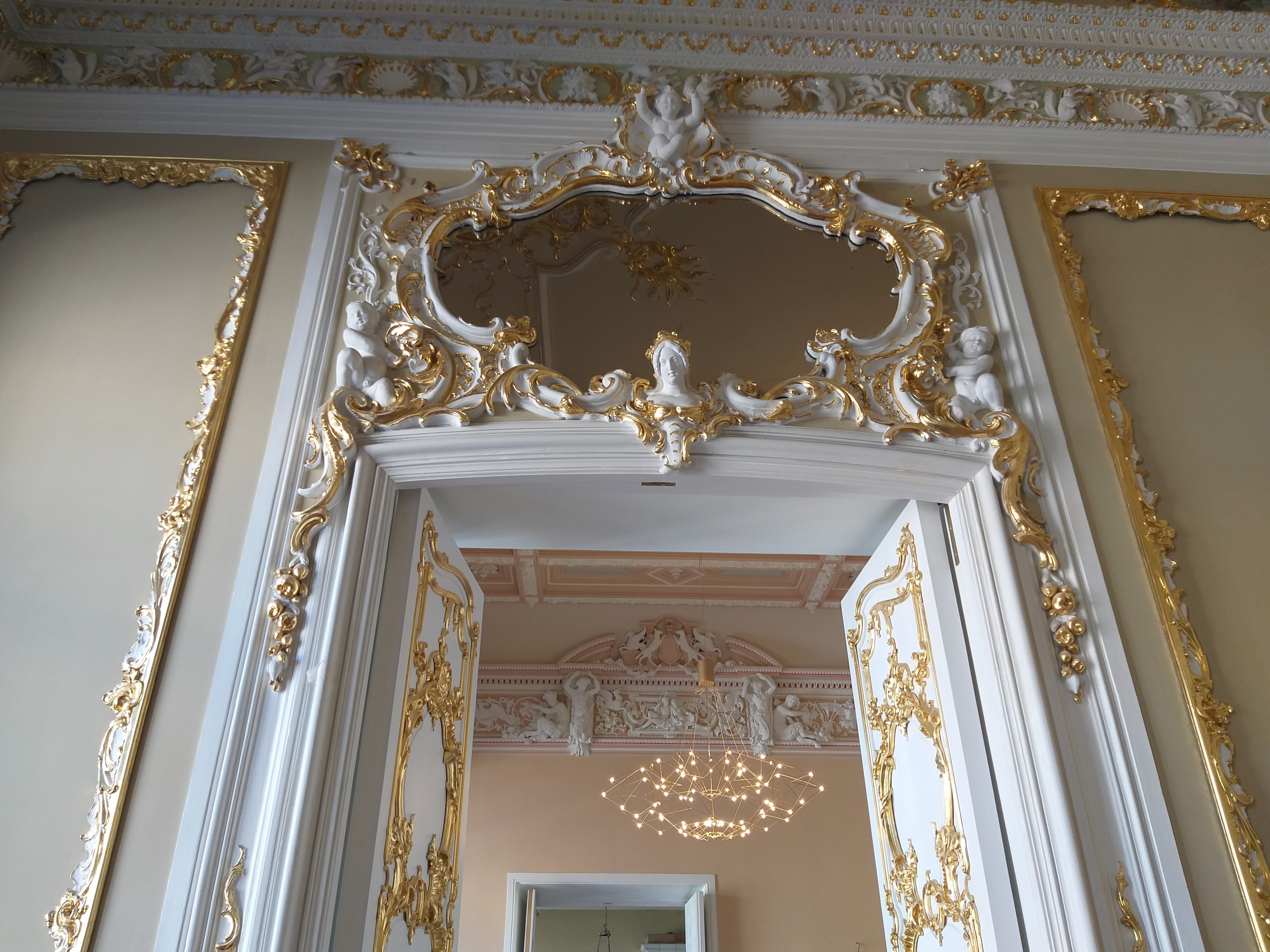
Парадная анфилада второго этажа, детали
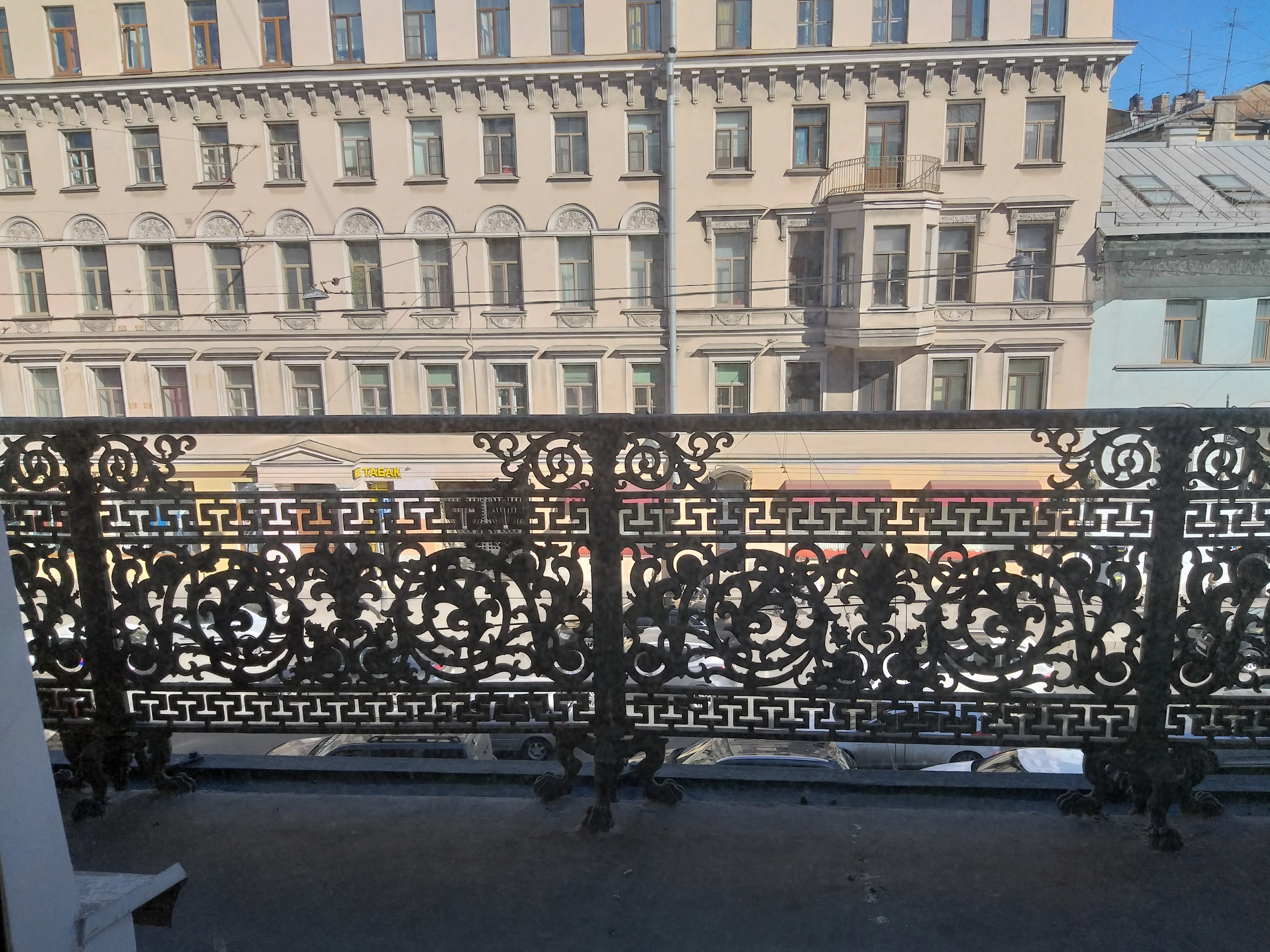
Балконная решётка